# Pachyphyllum costaricense
Pachyphyllum costaricense là một loài thực vật có hoa trong họ Lan. Loài này được (Ames & C.Schweinf.) L.O.Williams mô tả khoa học đầu tiên năm 1938.